# Диявол Бвана
«Диявол Бвана» (англ. Bwana Devil) — американський пригодницький фільм 1952 року режисера, сценариста та продюсера Арча Оболера з Робертом Стеком, Барбарою Бріттон і Найджелом Брюсом у головних ролях. Фільм заснований на справжній історії левів-людожерів з Цаво та знятий за допомогою технології Natural Vision 3D. Він відомий тим, що це перший 3D-фільм у кінематографі, а також перший кольоровий повнометражний 3D-фільм і перший звуковий 3D-фільм англійською мовою.
Рекламний теглайн: «Чудо століття!!! Лев у вас на колінах! КОХАНА у ваших обіймах!».

## Сюжет
Події фільму відбуваються в Британській Східній Африці на початку XX століття. Тисячі робітників будують залізницю Уганди — першу залізницю в Африці, але сильна спека і хвороби роблять це складним завданням. Будівництвом керують Боб Гейвард й Енгус Маклін. Пара левів-людожерів знаходиться на свободі та повністю зривають справу. Гейвард відчайдушно намагається подолати ситуацію, але кровопролиття триває.
Велика Британія відправляє трьох мисливців на велику дичину, щоб убити левів. З ними приїжджає дружина Боба. Після того як леви вбивають мисливців, Боб відправляється раз і назавжди позбутися небезпечних тварин. Похмура битва між Бобом і левами ставить під загрозу його життя та життя дружини. Боб вбиває левів і доводить, що він не слабкий.

## У ролях
| Актор            | Роль                |
| ---------------- | ------------------- |
| Роберт Стек      | Боб Гейвард         |
| Барбара Бріттон  | Еліс Гейвард        |
| Найджел Брюс     | Ангус Мак-Лін       |
| Джон Додсворт    | сер Вілльям Драйтон |
| Пат О'Мур        | Боллінгер           |
| Калу К. Сонкар   | Карпарім            |
| Майлз Кларк-мол. | Мукосі              |
| Пат Агерн        | Латем               |

## Історична основа
Сюжет заснований на відомій історичній події про левів-людожерів з Цаво, коли багато робітників, які будували залізницю в Уганді, були вбиті левами. Ці випадки стали підґрунтям для книги «Людоїди Цаво» (1907) — розповідь про події, написана підполковником. Дж. Г. Паттерсоном, британським інженером, який вбив тварин. Ця історія також стала основою для фільму «Примара та Темрява» (1996) з Майклом Дугласом і Велом Кілмером у головних ролях.

## Natural Vision
До 1951 року відвідуваність фільмів різко впала до 46 мільйонів з 90 мільйонів у 1948 році. Причиною вбачався розвиток телебачення, тому Голлівуд шукав способи повернути глядачів. Прем'єрний показ з системою «Сінерама» відбувся 30 вересня 1952 року в Бродвейському кінотеатрі Нью-Йорка. Подія мала успіх, але громіздкість, дорога система з трьома проєкторами та величезний вигнутий екран були непрактичними.
Колишній сценарист Мілтон Гунцберг та його брат Джуліан вважали, що мають рішення з їхньою технологією 3D Natural Vision. Вони продавали її Голлівуду. Компанія 20th Century Fox була зосереджена на впровадженні системи «Сінемаскоп», тому не зацікавилась пропозицією. Також відмовились Columbia та Paramount.
Тільки Джон Арнольд, який очолив відділ операторів Metro-Goldwyn-Mayer, був доволі вражений, тому переконав MGM, але вони все ж таки швидко відмовились. Мілтон Гунцберг звернув увагу на незалежних продюсерів і продемонстрував Natural Vision Арчу Оболеру, продюсеру та сценаристу популярного радіошоу. Оболер був вражений, тому вибрав його для наступного кінопроєкту.
Оболер сказав, що він підслухав розмову про 3D Джозефа Бірока зі знімальною групою під час зйомок «Твонкі», і Оболеру стало це цікаво.

## Виробництво
Оболер оголосив проєкт у березні 1952 року. Він сказав, що його назва «Лев з Гулу», і фільм буде містити кадри, зняті в Африці за кілька років до цього. Зйомки мали розпочатися у травні за технологією National Vision.
Першими акторами, які приєдналися, стали Говард Дафф і Гоуп Міллер. Згодом вони відмовилися, їх замінили Роберт Стек і Барбара Бріттон. У червні 1952 року назва була змінена на «Диявол Бвана». (Оболер вже оголосив, що зніме другий фільм у цьому форматі «Спис в піску» з Лізою Говард). Ллойд Нолан з'явився в пролозі фільму.
Фільм знімали у долині Сан-Фернандо.
Кіноранчо Парамаунт, нині розташоване у Національній зоні відпочинку в горах Санта-Моніки, знаходилось в африканській савані. Тепер у цьому районі є пішохідна стежка, названа «Стежка Бвана» щоб позначити місця, які використовували для зйомок фільму. Справжні африканські кадри, зняті Арчем Оболером у 1948 році (у 2D), були включені у фільм. Була використана кольорова плівка Ansco, замість більш дорогого і громіздкого процесу Technicolor.
Фільм отримав схвалення у двох вимірах, але не в трьох через сцену поцілунків. Зрештою було дано схвалення.

## Випуск
Прем'єра фільму відбулася за сприяння Arch Oboler Productions 26 листопада 1952 року одночасно у кінотеатрах Paramount у Голлівуді та центрі Лос-Анджелеса.
Як і на всіх американських показах повнометражних 3D-фільмів в 1950-х роках застосовувався метод поляризованого світла, а глядачі носили 3D-окуляри із сірими поляроїдними фільтрами. Протягом цих років метод кольорового фільтра анагліфа застосовувався лише для кількох короткометражних фільмів. Двосмугова система проєкції Natural Vision вимагала внесення істотних змін до проєкторів і створення екрану з спеціальною недеполяризуючою поверхнею.
Фільм був негативно сприйнятий критиками, але мав успіх у пересічних глядачів. Його почали демонструвати у Сан-Франциско 13 грудня, у Філадельфії, Далласі, Г'юстоні та Сан-Антоніо 25 грудня та у Нью-Йорку 18 лютого 1953 року.
«М. Л. Гунцберг представляє 3D» — короткометражний фільм, створений Бобом Клампетт за участі «Бені та Сесіль», був показаний перед фільмом. Короткометражна стрічка приєдналася до показів «Диявола Бвана» в Єгипетському кінотеатрі в 2003 і 2006 роках.
Було оголошено, що буде створено ще 12 фільмів у технології Natural Vision.

### United Artists
United Artists викупила права на фільм у Arch Oboler Productions за $ 500 000 з часткою прибутку. Компанія розпочала широкий випуск у березні як фільм United Artists. Після цього Едвард Л. Альперсон-молодший подав позов, в якому продюсер стверджував, що був співвласником фільму після покупки частки в ньому за $ 1 000. Рішення було прийняте на користь Оболера, оскільки позов був необґрунтованим і «незаконним».
Інші великі студії відреагували на це, випустивши свої власні 3D-фільми. Warner Bros. вибрали Natural Vision для «Будинку воскових фігур». Прем'єра стрічки відбулась 10 квітня 1953 року та була оголошена як «перший 3-D-реліз великої студії». Насправді, Columbia випередила їх на два дні, випустивши «Людину в темряві» 8 квітня 1953 року.

## Комерційні досягнення
У 1953 році фільм заробив 2,7 мільйона доларів в прокаті в Північній Америці. Зрештою, втрати United Artists склали 200 000 доларів.

## Сприйняття

### Критика
Бослі Кроутер з «Нью-Йорк таймс» заявив, що це «незграбна спроба африканського пригодницького фільму, знята в дуже поганому кольорі, що здається це пагорби Каліфорнії».
«Вараєті» підсумувало процес: «Ця новинка може похвалитися тим, що стала першим повнометражним фільмом за технологією Natural Vision 3D. Хоча додаються зворотні боки зазвичай пласким акторам та глибина пейзажам, 3D-технологія все ще потребує подальшого технічного прогресу».
Голліс Альперт із «Сетаді рев'ю» написав 14 березня 1953 року: «Це найгірший фільм у моїй досить ненадійній пам'яті, і моє похмілля від нього було настільки болючим, що я негайно пішов дивитися двомірний фільм для полегшення. Частково головний біль, безсумнівно, був викликаний самим процесом. Щоб отримати всі дивовижні ефекти стереоскопічного кінофільму, потрібно надіти пару поляроїдних окулярів, зроблених, наскільки я міг визначити, з тонованого целофану і картону. Вони постійно зісковзують, звисають з одного вуха або сповзають вниз по носі, увесь час створюючи сторонні відчуття лоскотання. І як тільки ви налаштуєтесь і почнете дивитися фільм, ви виявите, що тонований целофан (або що б це не було) затемнює колір екрану, тому, здається, що все відбувається в кінці похмурого дня. Здається, у людей два обличчя, одне заступає за інше; екран стає незрозуміло маленьким, ніби хтось дивиться на сцену через вікно. Все виходило за межі пропорцій. Найджел Брюс або стане перед тобою, або буде виглядати як маріонетка. Іноді є глибина, а іноді її немає. Одне певне: все це було жахливо нереальним».

### Номінації та нагороди
| Нагороди та номінації фільму «Диявол Бвана» | Нагороди та номінації фільму «Диявол Бвана» | Нагороди та номінації фільму «Диявол Бвана» | Нагороди та номінації фільму «Диявол Бвана» | Нагороди та номінації фільму «Диявол Бвана» | Нагороди та номінації фільму «Диявол Бвана» |
| Рік                                         | Кінофестиваль/кінопремія                    | Категорія/нагорода                          | Номінант                                    | Результат                                   |                                             |
| ------------------------------------------- | ------------------------------------------- | ------------------------------------------- | ------------------------------------------- | ------------------------------------------- | ------------------------------------------- |
| 1952                                        | Книга рекордів Гіннеса                      | Перший кольоровий 3D-фільм                  | «Диявол Бвана»                              | Перемога                                    |                                             |

## У популярній культурі
На прем'єрі фотограф журналу «Лайф» Дж. Р. Ейерман зробив серію фотографій глядачів з 3D-окулярами. Одна з фотографій була опублікована як ціла сторінка журналу і стала канонічною. Знімок також використовувався як обкладинка книги «Життя, друге десятиліття, 1946—1955», яка була видана спільно з виставкою фотографій з «Лайф» у Міжнародному центрі фотографії, Нью-Йорк. Інша фотографія була використана як символ розриву з капіталізмом для американської обкладинки книги Гі Дебора «Суспільство спектаклю» (1973). Фотографія, використана для книги Дебора, показує глядачів «практично трансовому стані поглинання, їхні обличчя похмурі, їхні губи стиснуті». Однак на тій, яку вибрав «Лайф» «глядачі сміються, їхні вирази веселощів передають задоволення галасливого, активного глядацького спілкування». Версія Дебора перевернута зліва направо й обрізана.